# Gunde Jhallumandi
Gunde Jhallumandi (Serce drży) to tollywoodzka komedia miłosna z 2008 roku w reżyserii Madhavan (Pellaina Kottalo). Grają Uday Kiran i Aditi Sharma.

## Fabuła
Balaraju (Kiran Uday) nie może stać się wójtem wioski bez wyższego wykształcenia, zostaje więc wysłany przez rodzinę do Hajdarabadu, do college'u. Tam jego naiwność i nieobycie czynią z niego pośmiewisko studentów. Współczucie Neelu (Aditi Sharma) zamienia się w przyjaźń, potem w miłość, ale na przeszkodzie stoi wymyślony przez dziewczynę jej wyimaginowany Rajesh...

## Piosenki
1. I have a Boyfriend
2. Idi Ade Idi Ade
3. True Love (w Golcondzie)
4. Telusa Manasa
5. Gunde Jallumandi
6. ILa Endukavuthindi